# Ilija Antunović
Ilija Antunović (Drvenik, kraj Makarske, 20. lipnja 1919. — Zagreb, 10. siječnja 2005.) bio je sudionik Narodnooslobodilačke borbe, društveno-politički radnik SFR Jugoslavije i SR Hrvatske i narodni heroj Jugoslavije.

## Životopis
Rođen je 20. lipnja 1919. godine u Drveniku kraj Makarske, u siromašnoj seljačkoj obitelji. Dok je pohađao osnovnu školu u Drveniku, pomagao je roditeljima u obradi zemlje. Kada je porastao, radio je i kao nadničar kod imućnih seljaka i bavio se ribolovom. Rano se uključio u radnički pokret u Makarskom primorju.

### Drugi svjetski rat
Kapitulacija Jugoslavije zatekla ga je kao mornara na razaraču „Dubrovnik“ u Boki kotorskoj. Tada se vratio u Drvenik, pridružio se organizatorima Narodnooslobodilačkog pokreta i sudjelovao u pripremama ustanka. Kada je, kolovoza 1941. godine, dobio poziv da stupi u domobransku vojsku, pobjegao je od kuće i prešao u ilegalnost. Uskoro su mu se pridružili i drugi dezerteri iz Drvenika, s kojima je prikupljao oružje i pripremao oružanu borbu. U rujnu je primljen u Komunističku partiju Jugoslavije, a u studenom prisustvovao sastanku komunista u Bačini kod Ploča, na kome je odlučeno da se počne oružani ustanak. 
Siječnja 1942. godine sudjelovao je u razoružanju, a u veljači se pridružio biokovskim partizanima i sudjelovao u svim borbama koje je vodila Prva južnodalmatinska (Biokovska) četa protiv talijanskih vojnika i ustaša. Ubrzo je postao desetar i istakao se u borbama za Vrgorac, Staševicu i Grnčenik. Kada je, lipnjs 1942. godine formiran bataljun „Josip Jurčević“, Ilija je bio postavljen za zamjenika komesara čete. U borbama koje je vodio njegov bataljun protiv talijanskih snaga, od 16. kolovoza do 2. rujna, istakao se u rukovođenju četom. Pri formiranju Četvrte dalmatinske brigade, siječnja 1943. godine, postao je zapovjednik čete, a u ožujku zamjenik zapovjednika, pa zapovjednik Prvog bataljuna Biokovskog odreda. S bataljunom je vodio teške borbe protiv ustaša u Imotskoj krajini i nanosio im gubitke. Za postignute uspjehe bataljun je bio proglašen udarnim. Pod njegovim zapovjedništvom bataljun je, početkom lipnja 1943. godine, napao Zagvozd u kome se branilo oko 150 ustaša. Poslije dvosatne ogorčene borbe ubijeno je 35, a zarobljeno 37 ustaša sa stožernikom. 
Početkom kolovoza 1943. godine, formirana je Grupa udarnih bataljuna Dalmacije, pa je u njen sastav ušao i bataljun Ilije Antunovića. U rujnu, Grupa udarnih bataljuna je prerasla u Treću dalmatinsku brigadu, nakon čega je Ilija sa svojim bataljunom sudje lovaou svim borbama koje je brigada vodila u dolini Cetine, od Sinja do Knina. Posebno se istakao kod Vrlike, vodeći borbu prsa o prsa protiv neprijatelja. Poslije kapitulacije Italije, njegov bataljun je ušao u sastav Prve dalmatinske brigade i istakao se u borbama na srednjodalmatinskim otocima. U borbi na Korčuli uništio je petnaest, a zarobio sedamdeset njemačkih vojnika. Na Mljetu je ubio devedeset, a zarobio više od sto Nijemaca.
Tijekom rata je više puta bio ranjavan, ali se poslije ozdravljenja uvijek vraćao u svoj bataljun. U svibnju 1944. godine teško je bio ranjen u borbama na Šolti, pa je prebačen na liječenje u Italiju. Poslije povratka u zemlju, prosinca 1944. godine, bio je postavljen za zapovjednika grada Dubrovnika, a pred kraj rata za zapovjednika Dopunske brigade u Trogiru.

### Poslijeratna karijera
Poslije završetka rata, sve do 1956. godine, nalazio se na odgovornim dužnostima u Jugoslavenskoj narodnoj armiji, kada je, kao težak ratni invalid, umirovljen u činu potpukovnika. Poslije toga je diplomirao na Pravnom fakultetu u Zagrebu. Kao aktivan društveno-politički radnik, 1969. godine biran je za narodnog zastupnika Republičkog vijeća Sabora SR Hrvatske i tu je dužnost obavljao sve do 1974. godine.
Umro je 10. siječnja 2005. godine u Zagrebu. Sahranjen je u rodnom Drveniku.
Nositelj je Partizanske spomenice 1941. i mnogih drugih visokih jugoslavenskih odlikovanja. Ordenom narodnog heroja odlikovan je 23. srpnja 1952. godine.